# Aéroport Sir Barry Bowen de Belize City
L'aéroport municipal Sir Barry Bowen (anciennement aéroport municipal de Belize City) (code IATA : TZA • code OACI : MZBE) est un aéroport qui dessert Belize City, au Belize. Il est à seulement un mile du centre-ville, et est donc situé plus au centre de la ville que ne l'est l'aéroport international Philip S. W. Goldson. Il propose généralement la desserte des cayes du Belize, plus rapides qu'en bateau ou en bateau-taxi. L'aéroport est nommé d'après un homme politique et entrepreneur du Belize, Barry Bowen.

## Situation
| Belize City (International) Belize City (National) Belmopan‎ Big Creek Caye Caulker Caye Chapel Corozal Dangriga Independence/Savannah Orange Walk‎ Town Placencia‎ Punta Gorda San Ignacio‎ San Pedro‎ Sarteneja Silver Creek |

## Compagnies et destinations
| Compagnies      | Destinations |
| --------------- | --- |
| Maya Island Air | Caye Caulker, Caye Chapel, Dangriga, Independence, Placencia, Punta Gorda, San Pedro (Ambregris Caye)                                                      |
| Tropic Air      | Belize City-P. S. W. Goldson, Belmopan-Hector Silva, Caye Caulker, Dangriga, Placencia, Punta Gorda, San Ignacio, San Pedro (Ambregris Caye), Silver Creek |

Édité le 12/02/2020